# Pseudagrion inconspicuum
Pseudagrion inconspicuum là một loài chuồn chuồn kim thuộc họ Coenagrionidae. Loài này có ở Angola, Cộng hòa Dân chủ Congo, Malawi, Nam Phi, Zambia, và có thể cả Tanzania. Môi trường sống tự nhiên của chúng là đồng cỏ nhiệt đới hoặc cận nhiệt đới vùng đất cao, sông ngòi, và đầm lầy.